# Марк Антоній Сабеллік
Марк Антоній Сабеллік (італ. Marco Antonio Coccio, лат. Marcus Antonius Coccius Sabellicus 1436–1506) — італійський історик та бібліотекар.

## Біографія
Навчався в Римській академії, заснованій Помпонієм Летом. Коли члени академії почали боротьбу проти Папи Павла II, Сабелліку вдалося уникнути переслідувань (1468). До 1477 року він викладав риторику в Удіне, а потім був змушений виїхати через епідемію чуми. Згодом отримав кафедру у Венеції (1484). За свою «Історію Венеції» отримав довічну пенсію в 200 цехінів, а також звання хранителя бібліотеки Святого Марка.

## Головні праці
- «Annotationes in Plinium» (Венеція, 1487)
- «Rerum Venetarum Historiae» (1487)
- «De Venetis magistratibus» (1488)
- «De Venetae urbis situ» (1494)
- «Rhapsodiae historiarum» (1496)
- «Epistolae familiares» (1502)
- «Exemplorum Libri Х» (1507)
- «Historia hebreorum» (1515)
- Повне зібрання його творів вийшло в Базелі (1560).